# Synagoge (Offendorf)

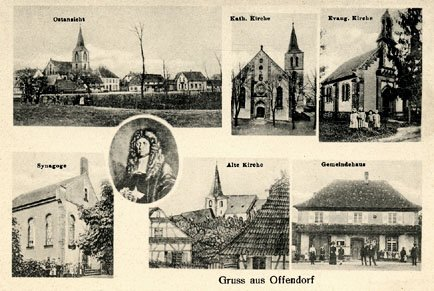
Ansichtskarte von Offendorf mit Synagoge (links unten)

Die Synagoge in Offendorf, einer französischen Gemeinde im Département Bas-Rhin in der Region Grand Est, wurde 1885 errichtet. Die Synagoge befand sich in der früheren Schnautzgasse 7, jetzige Rue des Écoles.
In der recht kleinen Synagoge gab es 26 Plätze für Männer und 20 für Frauen auf der Empore.
Während der deutschen Besetzung Frankreichs im Zweiten Weltkrieg wurde die Synagoge zerstört und die Steine wurden für die Auffüllung von Landstraßen verwendet.